# 그레그 베이커
그레그 베이커(Greg Baker, 1968년 4월 16일 ~ )는 미국의 배우이다.

## 출연 작품

### 영화
- Thank Heaven (2001)
- 리틀 블랙 북 (2004)
- The Life Coach (2005)
- 콰이어트 맨 (2007)
- Letting Go (2012)

### 텔레비전
- 한나 몬타나 (2006-09)